# Rudolf Bengtsson
Oskar Rudolf Martin "Rulle" Bengtsson, född 31 mars 1902 i Södra Unnaryds församling, Hallands län, död 2 juni 1979 Stora Kopparbergs kyrkobokföringsdistrikt, var en svensk publicist och tidningsägare.

## Biografi
Bengtsson flyttade till Falun 1926 för att bli redaktör på Bondeförbundets tidning Dalarna. År 1931 avled Falu Kurirens grundare Waldemar Skarstedt. Bengtsson gick då över till Falu-Kuriren som då led av ekonomiska problem. Han räddade tidningen och blev senare både huvudägare och verkställande direktör. Detta blev grunden för Bengtssons Tidnings AB.
Familjen Bengtsson ägde även aktiemajoriteten i Dalarnes Tidnings- och Boktryckeri AB (DTBAB) som publicerade Mora Tidning, Södra Dalarnes Tidning, Ludvika Tidning, Säters Tidning och Borlänge Tidning. Familjen ägde även Sala Allehanda, Fagersta-Posten och Avesta Tidning (såldes till VLT AB 1981). Detta gjorde att familjen Bengtsson på 1970-talet utgjorde den sjunde största ägargruppen inom svensk dagspress, sett till upplagor.
Så småningom fick hans söner ta över verksamheten, Lennart Bengtsson som vd för Falu-Kuriren AB och Sten Bengtsson som vd för DTBAB.
År 1987 konsoliderades familjens tidningsägande i Dalarna i bolaget Dalarnas Tidningar. Utöver detta hade familjen även minoritetsposter i Nerikes Allehanda och Hallandsposten. Familjen Bengtsson fortsatte driva tidningarna fram till 2007 när Lennart och Sten valde att sälja allt tidningsinnehav. Dalarnas Tidningar togs över av Mittmedia.